# アンバージャック (SS-219)
アンバージャック (USS Amberjack, SS-219) は、アメリカ海軍の潜水艦。ガトー級潜水艦の8番艦。艦名はニューイングランドからブラジル西部大西洋に生息するカンパチなどブリ属の総称に因む。

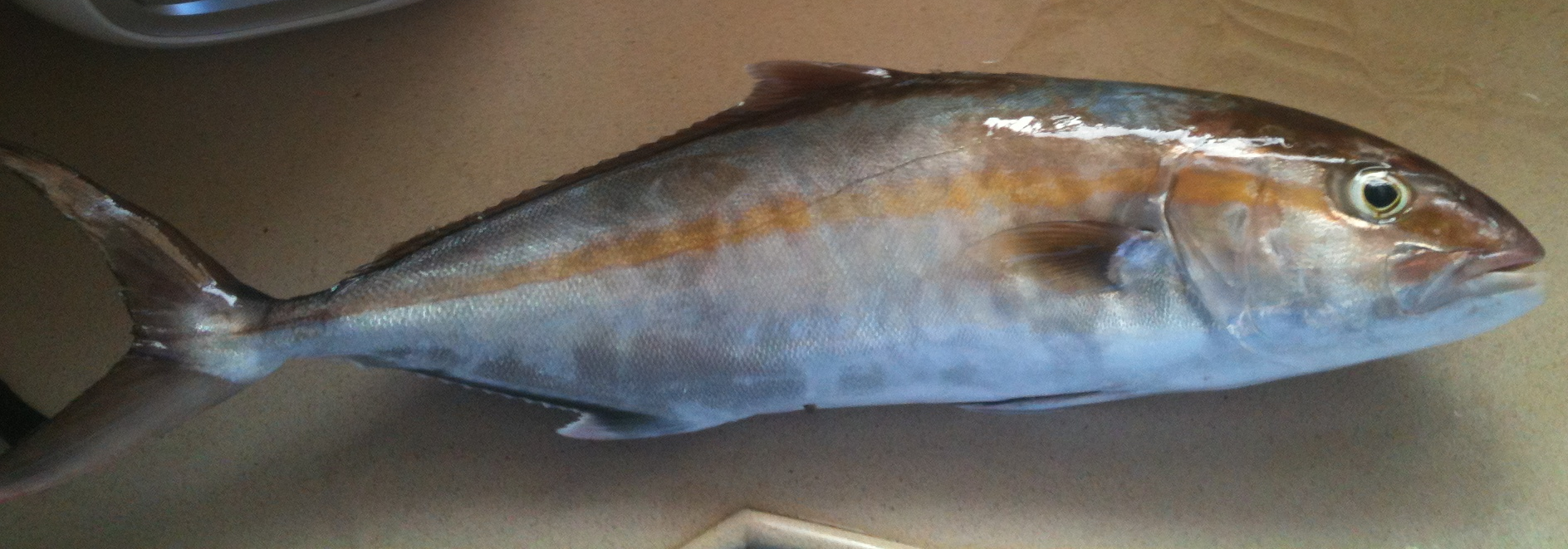
カンパチ（Greater amberjack）

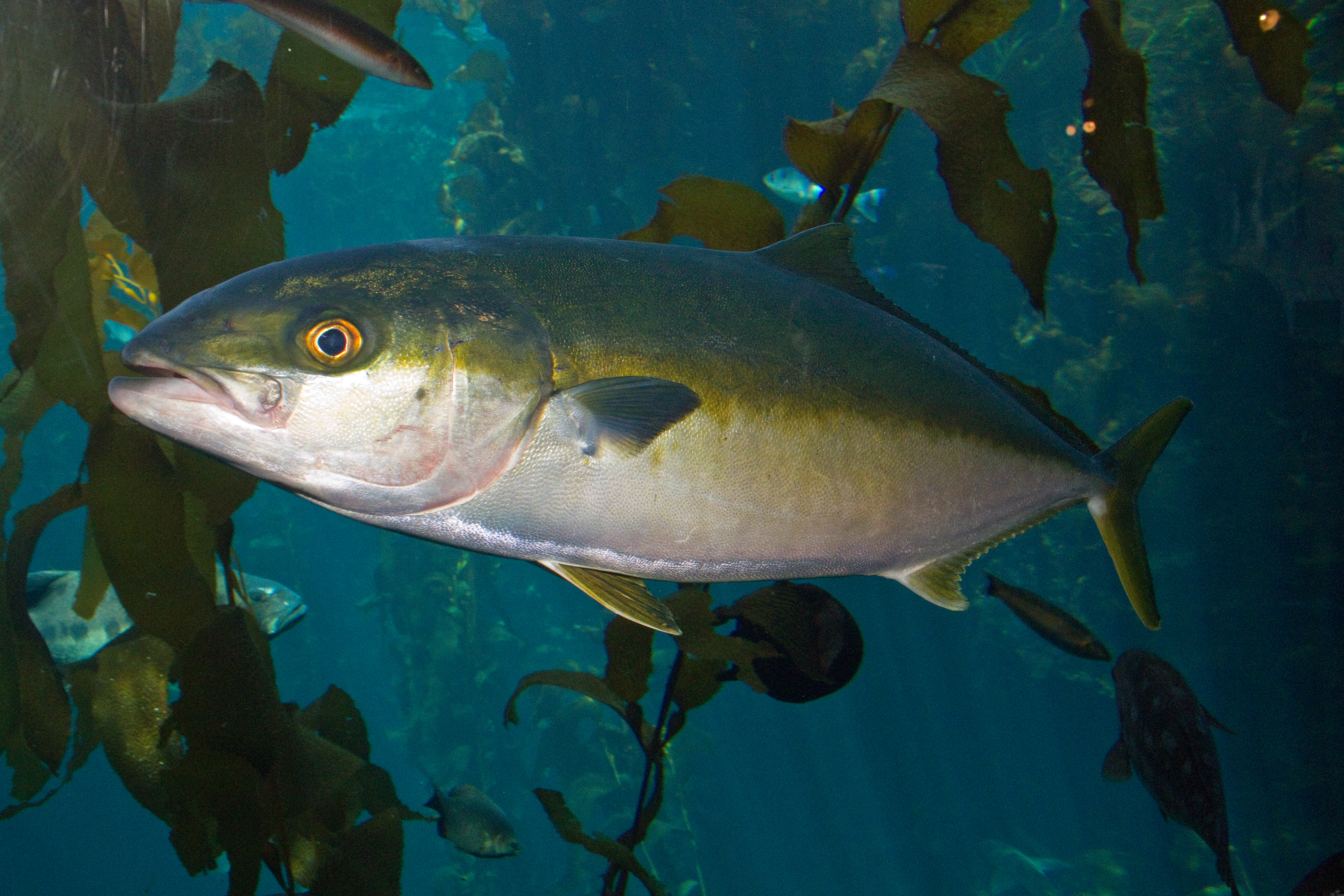
ヒラマサ（Yellowtail amberjack）

## 艦歴
アンバージャックは1941年5月15日にコネチカット州グロトンのエレクトリック・ボート社で起工する。1942年3月6日にランドール・ジェーコブス夫人によって進水し、艦長ジョン・A・ボール・ジュニア少佐（アナポリス1928年組）の指揮下1942年6月19日に就役する。アンバージャックは7月20日からコネチカット州ニューロンドンおよびロードアイランド州ニューポート沖の海域で整調、訓練を行った。その後8月中旬、パナマ運河を経由して太平洋に出航、8月20日にハワイ州真珠湾に到着し訓練を実施した。

### 第1の哨戒 1942年9月 - 10月
9月3日、アンバージャックは最初の哨戒でビスマルク諸島およびソロモン諸島方面に向かった。2日後の9月5日にジョンストン島で給油を行った後、ミリ環礁とマキンの間を通って、ニューアイルランド島の北東海岸からブーゲンビル島間での哨区に到着した。9月15日、アンバージャックはニューアイルランド島のカビエンを偵察する。3日後の9月18日には南緯04度50分 東経154度37分 / 南緯4.833度 東経154.617度の地点で駆逐艦が護衛する大船団に遭遇、大型輸送船に対して魚雷を4本を発射して1本の命中と判断される。9月19日、アンバージャックは南緯06度33分 東経156度05分 / 南緯6.550度 東経156.083度の地点で特設運送船「しろがね丸」（日本海運、3,130トン）と駆逐艦を発見し、同船に向け魚雷を2本発射した。1本が「しろがね丸」の左舷中部に命中して大破。「しろがね丸」は駆逐艦「天霧」に曳航されてショートランド諸島に到着したが、最終的には放棄されて1945年6月30日に除籍された。この戦功によりアンバージャックは殊勲部隊章を受賞した。9月25日夜にも日本艦艇と接触し、駆逐艦に護衛された大型巡洋艦を発見する。しかしながら攻撃開始前に敵駆逐艦に発見されて潜航を強いられ、数発の爆雷が投下されたが、アンバージャックに損傷はなかった。その数日後にはタウ島、キリナイラウ島、グリニッジ島、オーシャン島への偵察を行う。9月30日、アンバージャックは南緯06度29分 東経156度01分 / 南緯6.483度 東経156.017度の地点で「青葉型重巡洋艦」を発見して魚雷を4本発射したが命中せず、「戦艦」に対しても2本発射したが結果は同じであった。一週間後の10月7日、アンバージャックはカビエン港外で特設運送船（給糧）「鮮海丸」（嶋谷汽船、2,103トン）を発見。これに対し魚雷を2本発射した。1本は外したものの、もう1本が命中。しかし、「鮮海丸」は沈む気配を見せず相変わらず航行を続けていたので、アンバージャックはこれを追跡した。1時間後、「鮮海丸」からアンバージャックに向けて発砲があったが、効果は見られなかった。さらに2時間監視を続けた後、止めの魚雷を1本発射し、その魚雷は「鮮海丸」の左舷に命中して同船はついに沈没した。沈没地点は北緯01度55分 東経153度42分 / 北緯1.917度 東経153.700度だった。アンバージャックは潜望鏡越しに、「鮮海丸」の救命ボートが浮いているのを発見した。
10月10日、なおもカビエン港外で監視を続けていたアンバージャックは、獲物を求めて南方のニッセル水道から港内に侵入。南緯02度36分 東経150度48分 / 南緯2.600度 東経150.800度の地点で停泊していた特設運送船「第二図南丸」（日本水産、19,209トン）と6,000トン輸送船に向けて魚雷を4本発射し、魚雷の命中を受けた「第二図南丸」は沈没を避けるために座礁。後に浮揚して曳航され、日本に戻っていった。10月16日、アンバージャックはバラストタンクの修理のためにエスピリトゥサント島に向かい、10月19日に到着の後修理を実施した。その後、アンバージャックは特別任務としてガダルカナル島とツラギ島に対する補給を命じられた。これより先の10月13日、戦艦「金剛」と「榛名」がガダルカナル島のヘンダーソン飛行場を艦砲射撃し（ヘンダーソン基地艦砲射撃）、航空機の他所在の航空ガソリンも砲撃により炎上。このため、緊急に航空ガソリンを輸送する必要が生じた。1番手として駆逐艦「メレディス」(USS Meredith, DD-434) や艦隊曳船「ヴィレオ」(USS Vireo, AM-52) などからなる小船団がガダルカナル島に向かったが、船団は途中で瑞鶴機に発見され、「メレディス」は沈没し、「ヴィレオ」以下生き残った船団は退却して輸送は失敗した。次に輸送艦として選ばれたのがアンバージャックであった。アンバージャックは9,000ガロンの航空ガソリン、200個の爆弾、15名の陸軍航空隊搭乗員を搭載し、10月22日にエスピリトゥサントを出撃してガダルカナル島に急行。10月25日朝、アンバージャックは艦隊曳船「セミノール」(USS Seminole,AT-65) の誘導を受けてガダルカナル島北岸部のルンガ岬に到着し、緊急物資を揚陸。ヘンダーソン飛行場はこれで当面の活動が出来るようになった。任務完了後、アンバージャックはサボ島の北を回り、ブリスベンに針路を向けた。10月30日、アンバージャックは57日間の行動を終えてブリスベンに帰投。潜水母艦「グリフィン」(USS Griffin, AS-13) に横付けして改装を実施した。

### 第2の哨戒 1942年11月 - 1943年1月
11月21日、アンバージャックは2回目の哨戒でソロモン諸島方面に向かった。11月27日、アンバージャックは南緯07度08分 東経155度28分 / 南緯7.133度 東経155.467度の地点で2隻の駆逐艦を発見し、艦尾発射管から魚雷を4本発射したが、いずれも命中しなかった。攻撃後深々度潜航で避退し、2時間後に浮上。特に損害が認められなかったので、新しい哨区をショートランド沖に設定し移動した。2日後の11月29日、南緯07度16分 東経155度53分 / 南緯7.267度 東経155.883度のトレジャリー諸島沖合いで日本の潜水艦を発見し攻撃をしようとしたが、相手が潜航して退散したので攻撃の機会は得られなかった。ショートランド沖の哨区に到着したアンバージャックは、12月3日に南緯07度07分 東経155度29分 / 南緯7.117度 東経155.483度の地点で、ショートランドに出入りしていた潜水艦を発見し魚雷を4本発射したが、これも命中しなかった。12月15日、南緯07度14分 東経155度21分 / 南緯7.233度 東経155.350度の地点で輸送船団を発見し、4,000トン輸送船に対して2本、小型輸送船と小型タンカーに向けてそれぞれ魚雷を1本ずつ計4本発射したが、命中しなかった。12月19日朝、アンバージャックは南緯07度05分 東経155度24分 / 南緯7.083度 東経155.400度の地点で大型輸送船と駆逐艦を発見して接近を試みるが、約4,000ヤード（約3,700メートル）まで接近したところで3機の水上機を発見し攻撃をあきらめた。翌12月20日、南緯07度10分 東経155度21分 / 南緯7.167度 東経155.350度の前日とほぼ同じ海域で哨戒中のアンバージャックは15分間隔で響く爆発音を聴取し、やがて中型輸送船と2隻の駆逐艦の姿を発見する。1隻の駆逐艦が反転してアンバージャックの方に向かってくるのが見えたため、75mの深度に避退して爆雷攻撃が収まるのを待った。6発の爆雷を投じられ、船体のバルブが外れる。また、2本の潜望鏡やレーダーを支える台も破損した。アンバージャックは浮上し応急修理を施した後、ニューアイルランド島北東海面に移動して哨戒を続行した。1943年1月1日、アンバージャックは南緯00度20分 東経148度20分 / 南緯0.333度 東経148.333度の地点で新しい目標を発見して攻撃しようと接近するが、駆逐艦の存在はアンバージャックの攻撃意図を挫かせた。1月5日、アンバージャックは哨区を離れてブリスベンに帰投することとした。1月11日、アンバージャックは51日間の行動を終えてブリスベンに帰投した。

### 第3の哨戒 1943年1月 - 2月
1月24日、アンバージャックは3回目の哨戒でソロモン諸島方面に向かった。当初は十分な休養を取ってから出撃するはずであったが、ソロモン方面の戦局は予断を許さないものであり、12日間で休養が打ち切られた。ブリスベンを出港したアンバージャックであったが、故障が発生したためブリスベンに引き返し、修理の上2日後の1月26日に再度出撃した。1月29日、テテパレ島付近でショートランド島への航路を通過した後北西方面に移動。2月1日にはブカ島の西方に位置していることを報告した。2月3日の報告では、アンバージャックはトレジャリー諸島の南西海域で日本の潜水艦を発見し、またブカ島の沖合いでスクーナーを発見し浮上砲戦で撃沈したことを伝えた。アンバージャックはベララベラ島、ブカ島とショートランドを結ぶ海域に移動するよう命令を受けた。
2月4日、アンバージャックは「5,000トン級輸送船と交戦、5本の魚雷を発射してこれを撃沈したが、アーサー・C・ビーマンが反撃の機銃掃射を食らって戦死し、リチャード・G・スターン中尉が負傷した」と、この哨戒での2度目の報告をした。2月8日、アンバージャックは南緯7度30分付近、ラノンガ島の西寄りの位置に移動し、ラバウルとブカ島、ショートランド間の航路を哨戒するよう命令を受けた。アンバージャックからの3度目で結果的に最後となった通信は2月14日に受信された。その内容は「2月13日夜に、敵駆逐艦2隻により潜行を強いられる。同じ日には日本軍パイロット2名を救助、捕虜とした」とあった。その後は引き続き南緯6度30分以北のラバウル航路の偵察を命じられた。予定では、ステフェン海峡、ニューハノーバー島方面に移動して哨戒を行い、ヴィティアス海峡を通過して再びソロモン海に入るというプランであったが、その後アンバージャックからの応答は無く、3月10日の定時報告も行われることはなかった。アンバージャックは1943年3月22日に喪失が推定された。

### アンバージャックの最期
アンバージャックからの最後の通信が発信されて2日後の2月16日、水雷艇「鵯」と「第18号駆潜艇」はコロンバンガラ島に兵員と補給物品を輸送する特設運送船「能代丸」（日本郵船、7,189トン）を護衛しラバウルを出撃した。出港後の15時28分、船団がニューブリテン島の最東端であるセント・ジョージ岬沖を通過中、船団の右側約4,000mから魚雷が4本向かってくるのを発見し、ただちに回避運動を実施して難を避けた。この際、上空を哨戒していた第九五八航空隊所属の哨戒機が、敵潜水艦が魚雷を発射した位置を発見したことを受け、15時34分に南緯05度05分 東経152度37分 / 南緯5.083度 東経152.617度の海域でこれを攻撃した。また、15時40分には現場に急行してきた鵯が9個の爆雷を、15時46分には第18号駆潜艇が6個の爆雷を投下し、これらの攻撃の結果、多量の重油と外郭部分が海面に浮かんだ。16時前には第18号駆潜艇から再度3個の爆雷が投下された。16時20分、鵯が救命筏と思われる浮遊物を回収している。これらの大筋の内容は、アメリカ側が傍受した日本側の3月25日付の報告書の内容からのものであり、この攻撃によりアンバージャックは沈没したと考えられたと、3月29日作成の文書で記されている。
しかし、これと前後して潜水艦「グランパス」(USS Grampus, SS-207) がほぼ同海域で失われており、撃沈されたのがアンバージャックであると断言することは不可能である。普通ならば、数々の証拠から2月16日の攻撃でアンバージャックは沈んだと考えられるが、仮にアンバージャックがこの攻撃を乗り切ったとすれば、「グランパス」のものとされる攻撃と目撃例のいくつかはアンバージャックによるものであったかもしれない。なお、日本側では「2月24日にこの海域で敵潜水艦を目視した」という報告があるが、これが事実となるとアンバージャックか「グランパス」のどちらかが、通説の喪失日を越えて健在だった可能性もゼロではない。
アンバージャックは第二次世界大戦の戦功で3個の従軍星章を受章した。3隻の船を含む総トン数28,600トンを沈め、14,000トンに損害を与えた。真珠湾潜水艦基地の下士官兵用のレクリエーション・センターは本艦に乗務して2月4日の銃撃戦で戦死したアーサー・C・ビーマンに因んで命名されている。アンバージャックの艦名はテンチ級潜水艦アンバージャック (USS Amberjack, SS-522) に継承された。